# 时间片
时间片（timeslice）又称为“量子（quantum）”或“处理器片（processor slice）”是分时操作系统分配给每个正在运行的进程微观上的一段CPU时间（在抢占内核中是：从进程开始运行直到被抢占的时间）。
现代操作系统（如：Windows、Linux、Mac OS X等）允许同时运行多个进程。例如，在打开音乐播放器的同时用浏览器浏览网页并下载文件。由于一台计算机通常只有一个CPU，所以不可能真正地同时运行多个任务。这些进程“看起来像”同时运行，实则是轮番运行，由于时间片通常很短（在Linux上为5ms－800ms），用户不会感觉到。
时间片由操作系统内核的调度程序分配给每个进程。首先，内核会给每个进程分配相等的初始时间片，然后每个进程轮番地执行相应的时间，当所有进程都处于时间片耗尽的状态时，内核会重新为每个进程计算并分配时间片，如此往复。

## 时间片的分配
通常状况下，一个系统中所有的进程被分配到的时间片长短并不是相等的，尽管初始时间片基本相等（在Linux系统中，初始时间片也不相等，而是各自父进程的一半），系统通过测量进程处于“睡眠”和“正在运行”状态的时间长短来计算每个进程的交互性，交互性和每个进程预设的静态优先级（Nice值）的叠加即是动态优先级，动态优先级按比例缩放就是要分配给那个进程时间片的长短。一般地，为了获得较快的响应速度，交互性强的进程（即趋向于IO消耗型）被分配到的时间片要长于交互性弱的（趋向于处理器消耗型）进程。